# Josephine Goube
Josephine Goube (Boulogne-sur-Mer, ...) è un'imprenditrice francese, sostenitrice dei rifugiati, fondatrice e CEO di Sistech, società attiva in diversi Paesi europei aiutando donne con titolo di studio a trovare un lavoro qualificato con l'offerta di corsi e pc.

## Biografia
Josephine Goube è cresciuta in Francia, dove le sue prime esperienze di vita hanno gettato le basi per la sua futura carriera nell'imprenditoria sociale e nel lavoro umanitario. Il suo percorso accademico è iniziato presso rinomate istituzioni francesi e il suo perseguimento di un'istruzione superiore l'ha portata nel 2006-2010 all'Istituto di studi politici di Parigi, noto per la sua attenzione alle scienze politiche e alle relazioni internazionali. A Sciences Po, Goube ha approfondito argomenti come la pianificazione urbana e la difesa sociale, che hanno ampliato la sua prospettiva sulle questioni sociali.
In seguito ha studiato alla London School of Economics and Political Science, un'istituzione leader per lo studio dell'economia e delle scienze politiche.

## Carriera
La carriera di Goube è iniziata con progetti di incubatori di startup tecnologiche e sociali a Londra mentre era ancora alla LSE. Ha svolto vari ruoli nella promozione dell'imprenditorialità nel Regno Unito e in Europa, compresi i contributi a NACUE (StartupBootcamp European Accelerator) e come membro della New Entrepreneurs Foundation. Il suo lavoro allo Springboard London Accelerator Program presso il primo campus startup di Google ha gettato le basi per i suoi impegni futuri. Nel 2012, Goube ha collaborato con l'imprenditore italiano Marco Muccini per creare Migreat, una piattaforma online che offre informazioni gratuite sui visti ai migranti. Nel 2013, ha co-fondato Girls In Tech London con il supporto di Roxanne Varza, espandendo ulteriormente il suo coinvolgimento nella comunità tecnologica e il suo impegno per cause sociali.
Nel 2016, la carriera di Goube ha preso una svolta cruciale quando è entrata a far parte di Techfugees, un'organizzazione no-profit che utilizza la tecnologia per assistere i rifugiati. Sotto la sua guida, Techfugees ha ampliato la sua portata a 10 paesi, tra cui Canada, Kenya e Libano, e ha coinvolto nei suoi programmi oltre 4.000 persone. Una delle iniziative chiave di Techfugees, il programma di borse di studio #TF4Women, è stato lanciato da Goube nel 2018. Questo programma, mirato a integrare le donne rifugiate nei lavori tecnologici e digitali, è iniziato con un piccolo team ma è cresciuto fino a diventare programmi estesi in Francia, Italia e Grecia, fornendo opportunità di tutoraggio, formazione e networking.
Oltre a Techfugees, Goube ha svolto un ruolo cruciale anche in Sistech, un’organizzazione no-profit fondata nel 2017 per sostenere le donne sfollate che accedono a lavori tecnologici e digitali. Entro il 2021, i programmi #TF4Women di Techfugees si sono estesi a nuovi paesi. Nel 2022, Goube ha deciso di dare vita all’iniziativa sotto Sistech.
Goube fa parte del consiglio direttivo del Norwegian Refugee Council dal 2018, è Schmidt Futures Fellow dal 2022 e ha lavorato come esperta per la Commissione europea sulle riforme migratorie legate alla Carta blu dal 2015 fino all'inizio del 2020.
Per tre volte di seguito nell'elenco Forbes 30 under 30, è diventata nota nel Regno Unito come una delle "Donne al top" di Marie Claire UK per il suo lavoro come attivista per la migrazione nel 2015 e nominata come una delle "35 donne under 35" da tenere d'occhio secondo Management Today.

## Premi e riconoscimenti
- 2016 - 30 Under 30 - All Star Alumni Forbes.[6]
- 2016 - 30 Under 30 - Social Entrepreneurs[6]
- 2017 - Prix Margaret (La journee de la femme digitale)
- 2017 - 30 Under 30 - Europe - All Star Alumni[6]
- 2018 - 30 Under 30 - Europe - All-Star Alumni[6]